# Femke Stoltenborg
Femke Stoltenborg (Winterswijk, 30 de julho de 1991) é uma voleibolista profissional holandesa, que joga na posição levantadora.
Stoltenborg estreou em 2010 na seleção neerlandesa de voleibol feminino. Ela participou dos Jogos Olímpicos de 2016 no Rio de Janeiro, onde a equipe terminou em quarto lugar. Ela conquistou a medalha de prata com a seleção nacional nos campeonatos europeus de 2015 e 2017.

## Títulos
Clubes
Supercopa Países Baixos:
- 2010

Campeonato Países Baixos:
- 2011

Campeonato Alemanha:
- 2012, 2016, 2018

Supercopa Polônia:
- 2018

Campeonato Polônia:
- 2019

Supercopa Alemanha:
- 2020

Copa Alemanha:
- 2021[3]

Seleção principal
Montreux Volley Masters:
- 2015

Campeonato Europeu:
- 2015, 2017

Grand Prix:
- 2016